# Big in Japan
A Big in Japan a nyugatnémet Alphaville együttes debütáló kislemeze, amely 1984. január 17-én jelent meg. Óriási sikere után a dal természetesen az első, Forever Young című albumukon is helyet kapott. Az album 1984. szeptember 27-én jelent meg, amelyre a dal majd egy perccel hosszabb és kidolgozottabb változata került.
A kislemez számos országban lett hatalmas siker: legalább 20 ország slágerlistáira felkerült, ezek között 5 országban (Németország, Svédország, Görögország, Svájc, Venezuela, valamint az USA Hot Dance Chart) listavezető lett.
A cím a Big in Japan (kb.: „Japánban menő”) kifejezésből ered, amit ebben az időben lekezelően használtak azokra az együttesekre, akiknek 
otthon nem sikerült befutni, Japánban viszont népszerűek lettek.
Mint single-höz, videóklip is készült a dalhoz, amelyet a Yello frontembere, Dieter Meier rendezett.
A dal az együttes egyik legismertebb száma, amelyet Marian Gold még valamikor 1978-ban írt, és annyira utálta, hogy éveken keresztül porosodott egy asztal fiókjában. Jóval később, az Alphaville első dalainak megírásakor került elő, mint dalötlet.
Az eredeti, hivatalos változatokat több újragondolás követett, amelyek a válogatásalbumaikra is rendszerint felkerültek: az eredeti 7" változat és a Cultur Mix a First Harvest 1984-92 albumra (1992), két új remixe (Single 88 és Remix 88) az Amerikában kiadott The Singles Collectionra (1988), és két még újabb remixe (Roland Spremberg Mix és Eiffel 65 Mix) a Forever Popra (2001).
1989. március 3-án a WEA Oldie Thek sorozatában jelent meg egy bakelit kislemez, amelynek A oldalán a Big In Japan, B oldalán a másik nagy siker, a Forever Young kapott helyet. (WEA 247 144-7)
1992-ben a dalt remixelték és újra megjelentették, Big in Japan 1992 A.D. és Big in Japan Swemix Remix címmel. Mindkét változatból 5" CD és 12" verzió is forgalomba került, sőt az A.D. verzióból még 7" bakelit is megjelent.
1993-ban az együttes History című albumán a Big in Japannak egy 1987-ben elhangzott, berlini koncertváltozata jelent meg. (Albert and the Heart of Gold). Ez a rockosított változat sokkolta a rajongókat.
Az 1999-ben megjelent Dreamscapes antológián szerepelt a dal egy korai demóváltozatának remixe 1978-ból (DS 1ne), első hivatalos live verziója (DS 4our), korábban kiadatlan remixek keveréke, a FFF Time Warp Mix (DS 7even) valamint az eredeti kislemez B oldalán szereplő Seeds egy remixe (DS 3hree) is.
A dal 2000-ben az Alphaville Stark Naked And Absolutely Live című koncertalbumán is helyet kapott. A Big in Japannak egy 1999-ben, Kijevben elhangzott változatát hallhatjuk a nagy sikerű lemezen, amely egyébként a német alternatív albumlistát is vezette. 2001-ben, az együttes első DVD-jén is szerepelt a Big in Japan, méghozzá annak egy újabb koncertfelvétele. A Little America DVD-n a zenekar első két amerikai koncertjét örökítették meg.
2011-ben, az együttes Song for No One kislemezének B oldalán ismét hallható a Big in Japan, ezúttal egy unplugged újragondolásban, élőben előadva. Ezt a változatot 2010. november 19-én rögzítették a berlini Quasimodo klubban, az együttes legutóbbi albumának megjelenését ünneplő partin.

## Dallista
7" kislemez
1. Big in Japan (7" Version) – 3:52
2. Seeds – 3:15

12" maxi kislemez
1. Big in Japan (7" Version) – 3:52
2. Seeds – 3:15

12" maxi kislemez (Német- és Franciaország, WEA 249417-0)
1. Big in Japan (Extended Remix) – 7:25
2. Big in Japan (Extended Instrumental) – 6:10

12" maxi kislemez (USA, WEA 0-86947)
1. Big in Japan (Extended Vocal) – 7:25
2. Big in Japan (Instrumental Version) – 6:10
3. Big in Japan (7" Version) – 3:58

Az Extended Vocal ugyanaz, mint az Extended Remix, az Extended Instrumental pedig ugyanaz, mint az Instrumental Version. A 7" változat teljesen új stúdiófelvétel.

## Helyezések
| Slágerlista (1984)                | Legmagasabb helyezés |
| --------------------------------- | -------------------- |
| Brit kislemezlista                | 8                    |
| Dél-afrikai kislemezlista         | 5                    |
| Eurochart Hot 100 kislemez        | 1                    |
| Francia SNEP kislemezlista        | 13                   |
| Ír kislemezlista                  | 4                    |
| Német kislemezlista               | 1                    |
| Norvég kislemezlista              | 3                    |
| Olasz kislemezlista               | 3                    |
| Osztrák kislemezlista             | 4                    |
| Svájci kislemezlista              | 1                    |
| Svéd kislemezlista                | 1                    |
| USA Billboard Hot 100             | 66                   |
| USA Billboard Hot Dance Club Play | 1                    |

| Év végi slágerlisták (1984) | Helyezés |
| --------------------------- | -------- |
| Svájci kislemezlista        | 2        |

| Ország      | Minősítés  | Dátum | Eladott példányszám |
| ----------- | ---------- | ----- | ------------------- |
| Németország | Aranylemez | 1993  | 250 000             |

## Feldolgozások
- 1984-ben Sandra német énekesnő dolgozta fel a dalt németül, Japan ist weit címmel. Ez volt az első kislemeze szólóénekesként, az Arabesque együttes elhagyása után.[9]
- 1995-ben a Kim Ono együttes dance stílusban dolgozta fel.
- Az Embraced svéd melodic black metal együttes is feldolgozta 1998-ban megjelent, Amorous Anathema című albumán.
- A Demimonde együttes Equalterms című albumán is szerepel.
- 2000-ben a Guano Apes is feldolgozta Don't Give Me Names című albumán.
- Jose Galisteo spanyol énekes az Operación Triunfo valóságshow ötödik évadjában felvette a dalt 2007-ben megjelent, Remember című debütáló albumára.
- 2008-ban Ane Brun norvég énekesnő is feldolgozta, és a svéd TV6 csatorna Stor i Japan dokumentumfilmjében szerepelt.
- 2009-ben az And One német szintipopegyüttes a dal egy koncertfelvételét tette fel Bodypop 1 1/2 című albumára.
- 2010-ben Szarka László adta elő a dal egy változatát a Megasztár szereplőválogatásán, a rossz angol kiejtéssel előadott dal Bikicsunáj néven lett népszerű az interneten.

## Fordítás
- Ez a szócikk részben vagy egészben  a   Big in Japan (song) című angol Wikipédia-szócikk fordításán alapul.  Az eredeti cikk szerkesztőit annak laptörténete sorolja fel. Ez a jelzés csupán a megfogalmazás eredetét és a szerzői jogokat jelzi, nem szolgál a cikkben szereplő információk forrásmegjelöléseként.